# San Fernando Valley
San Fernando Valley er en dal i det sydlige Californien, USA. 
En stor del af San Fernando Valley ligger i storbyen Los Angeles. F.eks: Granada Hills, Mission Hills, North Hollywood, Northridge, Pacoima, Panorama City, Reseda, Tarzana og Van Nuys er bydele i Los Angeles og ligger i San Fernando Valley. Byerne Burbank, Calabasas, Hidden Hills, Glendale og San Fernando ligger i San Fernando Valley, men hører ikke til byen "City of Los Angeles". Hele San Fernando Valley hører til Los Angeles County. 
Indbyggere: 1.808.599 (pr. 2004).